# Nenad Cvetković (ur. 1948)
Nenad Cvetković (serb. cyr. Ненад Цветковић, ur. 23 grudnia 1948 w Niszu) – jugosłowiański i serbski trener piłkarski oraz piłkarz występujący na pozycji napastnika.

## Kariera zawodnicza
Cvetković rozpoczął karierę w Radničkach Nisz, debiutując w jugosłowiańskiej pierwszej lidze w sezonie 1966/1967. W ciągu sześciu sezonów spędzonych w klubie strzelił 58 goli w 162 występach, po czym w 1972 roku przeniósł się do FK Partizana, gdzie spędził 4 lata. W sezonie 1976/1977 występował ponownie w Radničkach Nisz, po czym zakończył karierę.

## Kariera trenerska
W latach dziewięćdziesiątych Nenad Cvetković dwukrotnie pełnił funkcję trenera Radniček Nisz, w roku 1991 oraz 1996. Pracował także
w Bahrajnie, Gabonie, Kuwejcie i na Cyprze.